# Sondaggi sulle elezioni federali in Germania del 2017
In questo articolo vengono riportati i risultati dei sondaggi elettorali effettuati in vista delle elezioni federali tedesche del 2017.

## Sondaggi

### Sondaggi durante la campagna elettorale
La tabella seguente mostra i sondaggi effettuati durante le ultime due settimane prima delle elezioni.
| Istituto                    | Data di rilevazione | Unione CDU/CSU | SPD     | Linke   | Verdi | FDP    | AfD    | Altri  |
| Elezioni                    | 24.09.2017          | 32,9 %         | 20,5 %  | 9,2 %   | 8,9 % | 10,7 % | 12,6 % | 5,0 %  |
| --------------------------- | ------------------- | -------------- | ------- | ------- | ----- | ------ | ------ | ------ |
| Emnid                       | 22.09.2017          | 35 %           | 22 %    | 10 %    | 8 %   | 9 %    | 11 %   | 5 %    |
| INSA                        | 22.09.2017          | 34 %           | 21 %    | 11 %    | 8 %   | 9 %    | 13 %   | 4 %    |
| YouGov (modello statistico) | 22.09.2017          | 36 %           | 25 %    | 10 %    | 7 %   | 7 %    | 12 %   | 4 %    |
| Forsa                       | 22.09.2017          | 36 %           | 22 %    | 9,5 %   | 7 %   | 9,5 %  | 11 %   | 5 %    |
| Forschungsgruppe Wahlen     | 21.09.2017          | 36 %           | 21,5 %  | 8,5 %   | 8 %   | 10 %   | 11 %   | 5 %    |
| YouGov                      | 21.09.2017          | 35,63 %        | 23,49 % | 10,11 % | 6,7 % | 8,81 % | 9,65 % | 5,62 % |
| GMS                         | 21.09.2017          | 37 %           | 22 %    | 9 %     | 8 %   | 9 %    | 10 %   | 5 %    |
| Allensbach                  | 19.09.2017          | 36,5 %         | 22 %    | 9 %     | 8 %   | 11 %   | 10 %   | 3,5 %  |
| YouGov (modello statistico) | 19.09.2017          | 36 %           | 25 %    | 10 %    | 6 %   | 7 %    | 12 %   | 4 %    |
| Forsa                       | 19.09.2017          | 36 %           | 23 %    | 10 %    | 8 %   | 9 %    | 9 %    | 5 %    |
| INSA                        | 18.09.2017          | 36 %           | 22 %    | 11 %    | 7 %   | 9 %    | 11 %   | 4 %    |
| Trend Research              | 18.09.2017          | 36 %           | 22 %    | 10 %    | 7 %   | 9 %    | 11 %   | 5 %    |
| Emnid                       | 16.09.2017          | 36 %           | 22 %    | 10 %    | 8 %   | 9 %    | 11 %   | 4 %    |
| Forschungsgruppe Wahlen     | 15.09.2017          | 36 %           | 23 %    | 9 %     | 8 %   | 10 %   | 10 %   | 4 %    |
| Infratest dimap             | 14.09.2017          | 37 %           | 20 %    | 9 %     | 7,5 % | 9,5 %  | 12 %   | 5 %    |
| YouGov                      | 13.09.2017          | 36 %           | 23 %    | 10 %    | 8 %   | 9 %    | 10 %   | 4 %    |
| Forsa                       | 13.09.2017          | 37 %           | 23 %    | 10 %    | 8 %   | 8 %    | 9 %    | 5 %    |
| INSA                        | 11.09.2017          | 36,5 %         | 23,5 %  | 10,5 %  | 6 %   | 9 %    | 11 %   | 3,5 %  |
| Trend Research              | 11.09.2017          | 37 %           | 24 %    | 10 %    | 7 %   | 8 %    | 10 %   | 5 %    |
| Emnid                       | 09.09.2017          | 37 %           | 24 %    | 9 %     | 8 %   | 8 %    | 9 %    | 5 %    |
| Forschungsgruppe Wahlen     | 08.09.2017          | 38 %           | 22 %    | 9 %     | 8 %   | 9 %    | 9 %    | 5 %    |
| Infratest dimap             | 07.09.2017          | 37 %           | 21 %    | 10 %    | 8 %   | 9 %    | 11 %   | 4 %    |
| GMS                         | 07.09.2017          | 38 %           | 22 %    | 9 %     | 9 %   | 10 %   | 8 %    | 4 %    |
| YouGov                      | 07.09.2017          | 34 %           | 24 %    | 9 %     | 7 %   | 9 %    | 11 %   | 6 %    |
| Allensbach                  | 06.09.2017          | 38,5 %         | 24 %    | 8 %     | 7,5 % | 10 %   | 8 %    | 4 %    |
| Forsa                       | 06.09.2017          | 38 %           | 23 %    | 9 %     | 8 %   | 8 %    | 9 %    | 5 %    |
| INSA                        | 04.09.2017          | 36,5 %         | 23,5 %  | 10 %    | 6,5 % | 8,5 %  | 10,5 % | 4,5 %  |
| Trend Research              | 04.09.2017          | 38 %           | 23 %    | 9 %     | 6 %   | 9 %    | 10 %   | 5 %    |
| Emnid                       | 02.09.2017          | 38 %           | 24 %    | 9 %     | 8 %   | 8 %    | 8 %    | 5 %    |
| Forschungsgruppe Wahlen     | 01.09.2017          | 39 %           | 22 %    | 9 %     | 8 %   | 10 %   | 8 %    | 4 %    |
| Infratest dimap             | 31.08.2017          | 37 %           | 23 %    | 9 %     | 8 %   | 8 %    | 11 %   | 4 %    |
| YouGov                      | 31.08.2017          | 36 %           | 25 %    | 10 %    | 7 %   | 7 %    | 10 %   | 5 %    |
| Forsa                       | 30.08.2017          | 38 %           | 24 %    | 9 %     | 7 %   | 8 %    | 9 %    | 5 %    |
| INSA                        | 28.08.2017          | 37 %           | 24 %    | 10 %    | 6,5 % | 8 %    | 10 %   | 4,5 %  |
| Emnid                       | 26.08.2017          | 38 %           | 23 %    | 9 %     | 7 %   | 9 %    | 8 %    | 6 %    |
| Forschungsgruppe Wahlen     | 25.08.2017          | 39 %           | 22 %    | 9 %     | 8 %   | 9 %    | 9 %    | 4 %    |
| Infratest dimap             | 24.08.2017          | 38 %           | 22 %    | 9 %     | 8 %   | 9 %    | 10 %   | 4 %    |
| YouGov                      | 24.08.2017          | 37 %           | 25 %    | 9 %     | 7 %   | 8 %    | 9 %    | 5 %    |
| Forsa                       | 23.08.2017          | 38 %           | 24 %    | 9 %     | 7 %   | 8 %    | 9 %    | 5 %    |
| Allensbach                  | 22.08.2017          | 39,5 %         | 24 %    | 8 %     | 7,5 % | 10 %   | 7 %    | 4 %    |
| INSA                        | 21.08.2017          | 38 %           | 24 %    | 9 %     | 7 %   | 9 %    | 10 %   | 3 %    |
| Emnid                       | 19.08.2017          | 39 %           | 24 %    | 9 %     | 8 %   | 8 %    | 7 %    | 5 %    |
| YouGov                      | 17.08.2017          | 37 %           | 25 %    | 9 %     | 7 %   | 9 %    | 9 %    | 4 %    |
| GMS                         | 16.08.2017          | 40 %           | 22 %    | 8 %     | 8 %   | 9 %    | 7 %    | 6 %    |
| Forsa                       | 16.08.2017          | 39 %           | 23 %    | 9 %     | 8 %   | 8 %    | 8 %    | 5 %    |
| INSA                        | 14.08.2017          | 37 %           | 25 %    | 9 %     | 7 %   | 9 %    | 10 %   | 3 %    |
| Emnid                       | 12.08.2017          | 38 %           | 24 %    | 10 %    | 7 %   | 8 %    | 8 %    | 5 %    |
| Forschungsgruppe Wahlen     | 11.08.2017          | 40 %           | 24 %    | 8 %     | 8 %   | 8 %    | 8 %    | 4 %    |
| YouGov                      | 10.08.2017          | 38 %           | 24 %    | 9 %     | 6 %   | 9 %    | 9 %    | 5 %    |
| Infratest dimap             | 09.08.2017          | 39 %           | 24 %    | 9 %     | 8 %   | 8 %    | 8 %    | 4 %    |
| Forsa                       | 09.08.2017          | 40 %           | 23 %    | 8 %     | 8 %   | 7 %    | 8 %    | 6 %    |
| INSA                        | 07.08.2017          | 37 %           | 25 %    | 10,5 %  | 6,5 % | 9 %    | 9 %    | 3 %    |
| Emnid                       | 05.08.2017          | 38 %           | 23 %    | 10 %    | 8 %   | 8 %    | 8 %    | 5 %    |
| YouGov                      | 03.08.2017          | 37 %           | 25 %    | 9 %     | 7 %   | 9 %    | 8 %    | 5 %    |
| Forsa                       | 02.08.2017          | 40 %           | 22 %    | 8 %     | 8 %   | 8 %    | 8 %    | 6 %    |
| INSA                        | 31.07.2017          | 37 %           | 24,5 %  | 10 %    | 7 %   | 9 %    | 9,5 %  | 3 %    |
| Emnid                       | 29.07.2017          | 38 %           | 24 %    | 9 %     | 8 %   | 8 %    | 9 %    | 4 %    |
| Infratest dimap             | 27.07.2017          | 40 %           | 23 %    | 8 %     | 8 %   | 8 %    | 9 %    | 4 %    |
| YouGov                      | 27.07.2017          | 38 %           | 25 %    | 9 %     | 7 %   | 9 %    | 8 %    | 4 %    |
| Forsa                       | 26.07.2017          | 40 %           | 22 %    | 9 %     | 8 %   | 8 %    | 7 %    | 6 %    |
| INSA                        | 24.07.2017          | 37,5 %         | 25 %    | 10,5 %  | 6,5 % | 8,5 %  | 9 %    | 3 %    |
| Emnid                       | 22.07.2017          | 38 %           | 25 %    | 9 %     | 8 %   | 8 %    | 8 %    | 4 %    |
| Forschungsgruppe Wahlen     | 21.07.2017          | 40 %           | 24 %    | 8 %     | 8 %   | 8 %    | 8 %    | 4 %    |
| Forsa                       | 19.07.2017          | 40 %           | 22 %    | 9 %     | 8 %   | 8 %    | 7 %    | 6 %    |
| Allensbach                  | 18.07.2017          | 39,5 %         | 25 %    | 9 %     | 7 %   | 9 %    | 7 %    | 3,5 %  |
| INSA                        | 17.07.2017          | 36 %           | 25 %    | 9,5 %   | 6,5 % | 8,5 %  | 10 %   | 4,5 %  |
| Emnid                       | 15.07.2017          | 38 %           | 25 %    | 9 %     | 8 %   | 7 %    | 8 %    | 5 %    |
| Ipsos                       | 13.07.2017          | 39 %           | 26 %    | 8 %     | 7 %   | 8 %    | 8 %    | 4 %    |
| YouGov                      | 12.07.2017          | 38 %           | 24 %    | 9 %     | 8 %   | 9 %    | 8 %    | 4 %    |
| Forsa                       | 11.07.2017          | 39 %           | 22 %    | 9 %     | 8 %   | 8 %    | 8 %    | 6 %    |
| INSA                        | 10.07.2017          | 36 %           | 25 %    | 9,5 %   | 6,5 % | 9 %    | 9,5 %  | 4,5 %  |
| Emnid                       | 08.07.2017          | 38 %           | 25 %    | 9 %     | 8 %   | 8 %    | 7 %    | 5 %    |
| Forschungsgruppe Wahlen     | 07.07.2017          | 40 %           | 24 %    | 9 %     | 8 %   | 8 %    | 7 %    | 4 %    |
| Infratest dimap             | 06.07.2017          | 39 %           | 23 %    | 9 %     | 8 %   | 9 %    | 9 %    | 3 %    |
| GMS                         | 06.07.2017          | 39 %           | 23 %    | 8 %     | 9 %   | 9 %    | 7 %    | 5 %    |
| Forsa                       | 05.07.2017          | 39 %           | 23 %    | 9 %     | 8 %   | 8 %    | 7 %    | 6 %    |
| INSA                        | 03.07.2017          | 36,5 %         | 25 %    | 10,5 %  | 6,5 % | 9 %    | 9 %    | 3,5 %  |
| Emnid                       | 01.07.2017          | 39 %           | 24 %    | 9 %     | 8 %   | 8 %    | 7 %    | 5 %    |
| Forsa                       | 29.06.2017          | 40 %           | 23 %    | 9 %     | 9 %   | 8 %    | 7 %    | 4 %    |
| Ipsos                       | 29.06.2017          | 39 %           | 25 %    | 8 %     | 7 %   | 8 %    | 9 %    | 4 %    |
| YouGov                      | 29.06.2017          | 38 %           | 25 %    | 9 %     | 8 %   | 8 %    | 8 %    | 4 %    |
| Forsa                       | 28.06.2017          | 40 %           | 23 %    | 9 %     | 9 %   | 7 %    | 7 %    | 5 %    |
| INSA                        | 27.06.2017          | 37 %           | 26 %    | 10 %    | 6,5 % | 9 %    | 8,5 %  | 3 %    |
| Emnid                       | 24.06.2017          | 39 %           | 24 %    | 9 %     | 8 %   | 7 %    | 8 %    | 5 %    |
| Forschungsgruppe Wahlen     | 23.06.2017          | 39 %           | 25 %    | 9 %     | 8 %   | 8 %    | 7 %    | 4 %    |
| YouGov                      | 23.06.2017          | 36 %           | 25 %    | 10 %    | 8 %   | 9 %    | 7 %    | 5 %    |
| Forsa                       | 21.06.2017          | 39 %           | 23 %    | 10 %    | 8 %   | 8 %    | 7 %    | 5 %    |
| Allensbach                  | 20.06.2017          | 40 %           | 24 %    | 8,5 %   | 7 %   | 10,5 % | 6,5 %  | 3,5 %  |
| INSA                        | 20.06.2017          | 36,5 %         | 25 %    | 11 %    | 6,5 % | 9 %    | 9 %    | 3 %    |
| Emnid                       | 17.06.2017          | 39 %           | 25 %    | 9 %     | 7 %   | 7 %    | 8 %    | 5 %    |
| Infratest dimap             | 16.06.2017          | 39 %           | 24 %    | 8 %     | 7 %   | 9 %    | 8 %    | 5 %    |
| Ipsos                       | 15.06.2017          | 38 %           | 26 %    | 8 %     | 7 %   | 7 %    | 9 %    | 4 %    |
| Forsa                       | 13.06.2017          | 38 %           | 24 %    | 8 %     | 8 %   | 9 %    | 7 %    | 6 %    |
| INSA                        | 12.06.2017          | 37,5 %         | 23,5 %  | 11 %    | 6,5 % | 9 %    | 9 %    | 3,5 %  |
| Emnid                       | 10.06.2017          | 39 %           | 25 %    | 9 %     | 8 %   | 7 %    | 8 %    | 4 %    |
| Infratest dimap             | 08.06.2017          | 38 %           | 24 %    | 8 %     | 7 %   | 10 %   | 9 %    | 4 %    |
| Forsa                       | 07.06.2017          | 39 %           | 24 %    | 8 %     | 8 %   | 8 %    | 7 %    | 6 %    |
| INSA                        | 06.06.2017          | 38 %           | 23 %    | 11 %    | 7 %   | 9 %    | 8 %    | 4 %    |
| Emnid                       | 03.06.2017          | 38 %           | 27 %    | 8 %     | 7 %   | 7 %    | 8 %    | 5 %    |
| YouGov                      | 02.06.2017          | 37 %           | 23 %    | 10 %    | 8 %   | 9 %    | 9 %    | 4 %    |
| Forschungsgruppe Wahlen     | 02.06.2017          | 39 %           | 25 %    | 9 %     | 7 %   | 8 %    | 8 %    | 4 %    |
| GMS                         | 01.06.2017          | 39 %           | 23 %    | 8 %     | 8 %   | 10 %   | 8 %    | 4 %    |
| Ipsos                       | 01.06.2017          | 38 %           | 28 %    | 8 %     | 7 %   | 7 %    | 8 %    | 4 %    |
| Forsa                       | 31.05.2017          | 38 %           | 25 %    | 8 %     | 7 %   | 9 %    | 7 %    | 6 %    |
| INSA                        | 29.05.2017          | 35,5 %         | 26 %    | 10 %    | 6 %   | 10 %   | 9 %    | 3,5 %  |
| Emnid                       | 27.05.2017          | 38 %           | 25 %    | 8 %     | 8 %   | 8 %    | 8 %    | 5 %    |
| Allensbach                  | 26.05.2017          | 37 %           | 26 %    | 8 %     | 8 %   | 9 %    | 8 %    | 4 %    |
| Forsa                       | 23.05.2017          | 39 %           | 25 %    | 8 %     | 7 %   | 9 %    | 7 %    | 5 %    |
| INSA                        | 22.05.2017          | 36,5 %         | 26 %    | 10 %    | 6 %   | 9,5 %  | 8 %    | 4 %    |
| Emnid                       | 20.05.2017          | 38 %           | 26 %    | 9 %     | 7 %   | 7 %    | 8 %    | 5 %    |
| YouGov                      | 19.05.2017          | 38 %           | 25 %    | 9 %     | 7 %   | 9 %    | 9 %    | 3 %    |
| Forschungsgruppe Wahlen     | 19.05.2017          | 38 %           | 27 %    | 9 %     | 7 %   | 8 %    | 7 %    | 4 %    |
| Infratest dimap             | 18.05.2017          | 38 %           | 26 %    | 6 %     | 8 %   | 9 %    | 9 %    | 4 %    |
| Ipsos                       | 18.05.2017          | 37 %           | 29 %    | 8 %     | 7 %   | 6 %    | 8 %    | 5 %    |
| Forsa                       | 17.05.2017          | 38 %           | 26 %    | 8 %     | 7 %   | 8 %    | 7 %    | 6 %    |
| INSA                        | 16.05.2017          | 36 %           | 27 %    | 9 %     | 6 %   | 8 %    | 10 %   | 4 %    |
| Emnid                       | 13.05.2017          | 37 %           | 27 %    | 10 %    | 8 %   | 6 %    | 8 %    | 4 %    |
| YouGov                      | 12.05.2017          | 37 %           | 25 %    | 8 %     | 7 %   | 9 %    | 9 %    | 5 %    |
| Infratest dimap             | 11.05.2017          | 37 %           | 27 %    | 7 %     | 8 %   | 8 %    | 10 %   | 3 %    |
| Forsa                       | 10.05.2017          | 36 %           | 29 %    | 8 %     | 7 %   | 7 %    | 7 %    | 6 %    |
| INSA                        | 09.05.2017          | 35 %           | 27 %    | 10 %    | 7 %   | 7 %    | 10 %   | 4 %    |
| Emnid                       | 06.05.2017          | 36 %           | 28 %    | 9 %     | 7 %   | 6 %    | 9 %    | 5 %    |
| YouGov                      | 05.05.2017          | 35 %           | 28 %    | 9 %     | 7 %   | 7 %    | 9 %    | 5 %    |
| GMS                         | 04.05.2017          | 36 %           | 29 %    | 8 %     | 7 %   | 7 %    | 9 %    | 4 %    |
| Ipsos                       | 04.05.2017          | 36 %           | 30 %    | 8 %     | 7 %   | 5 %    | 9 %    | 5 %    |
| Forsa                       | 03.05.2017          | 36 %           | 28 %    | 8 %     | 8 %   | 7 %    | 8 %    | 5 %    |
| INSA                        | 02.05.2017          | 34 %           | 28,5 %  | 10,5 %  | 6,5 % | 7 %    | 9 %    | 4,5 %  |
| Emnid                       | 29.04.2017          | 36 %           | 29 %    | 9 %     | 7 %   | 6 %    | 9 %    | 4 %    |
| Forschungsgruppe Wahlen     | 28.04.2017          | 37 %           | 29 %    | 9 %     | 8 %   | 6 %    | 8 %    | 3 %    |
| Forsa                       | 26.04.2017          | 36 %           | 30 %    | 8 %     | 7 %   | 6 %    | 9 %    | 4 %    |
| Allensbach                  | 25.04.2017          | 36 %           | 31 %    | 9 %     | 7 %   | 6 %    | 7 %    | 4 %    |
| INSA                        | 25.04.2017          | 34 %           | 30 %    | 9,5 %   | 6,5 % | 6,5 %  | 10 %   | 3,5 %  |
| Emnid                       | 22.04.2017          | 36 %           | 31 %    | 9 %     | 6 %   | 5 %    | 9 %    | 4 %    |
| Infratest dimap             | 20.04.2017          | 35 %           | 30 %    | 8 %     | 7 %   | 6 %    | 10 %   | 4 %    |
| Ipsos                       | 20.04.2017          | 35 %           | 30 %    | 8 %     | 7 %   | 5 %    | 10 %   | 5 %    |
| Forsa                       | 19.04.2017          | 36 %           | 30 %    | 9 %     | 6 %   | 6 %    | 8 %    | 5 %    |
| INSA                        | 19.04.2017          | 34 %           | 30,5 %  | 9 %     | 6 %   | 6,5 %  | 10 %   | 4 %    |
| Emnid                       | 15.04.2017          | 35 %           | 31 %    | 9 %     | 7 %   | 6 %    | 9 %    | 3 %    |
| Infratest dimap             | 13.04.2017          | 34 %           | 31 %    | 7 %     | 8 %   | 6 %    | 11 %   | 3 %    |
| Forsa                       | 11.04.2017          | 36 %           | 30 %    | 8 %     | 7 %   | 6 %    | 8 %    | 5 %    |
| INSA                        | 10.04.2017          | 33 %           | 31,5 %  | 8,5 %   | 6,5 % | 6,5 %  | 10 %   | 4 %    |
| Emnid                       | 08.04.2017          | 35 %           | 33 %    | 8 %     | 7 %   | 5 %    | 9 %    | 3 %    |
| Forschungsgruppe Wahlen     | 07.04.2017          | 35 %           | 32 %    | 8 %     | 7 %   | 5 %    | 9 %    | 4 %    |
| Ipsos                       | 06.04.2017          | 34 %           | 30 %    | 8 %     | 8 %   | 5 %    | 10 %   | 5 %    |
| Forsa                       | 04.04.2017          | 36 %           | 29 %    | 9 %     | 7 %   | 5 %    | 8 %    | 6 %    |
| INSA                        | 03.04.2017          | 32 %           | 32,5 %  | 9 %     | 6,5 % | 6,5 %  | 9 %    | 4,5 %  |
| Emnid                       | 01.04.2017          | 33 %           | 33 %    | 8 %     | 7 %   | 6 %    | 8 %    | 5 %    |
| Forsa                       | 29.03.2017          | 34 %           | 32 %    | 8 %     | 7 %   | 6 %    | 7 %    | 6 %    |
| Allensbach                  | 28.03.2017          | 34 %           | 33 %    | 8 %     | 7,5 % | 6,5 %  | 7 %    | 4 %    |
| INSA                        | 27.03.2017          | 32 %           | 32 %    | 8,5 %   | 6,5 % | 6 %    | 11 %   | 4 %    |
| Emnid                       | 25.03.2017          | 33 %           | 33 %    | 8 %     | 8 %   | 5 %    | 9 %    | 4 %    |
| Infratest dimap             | 23.03.2017          | 32 %           | 32 %    | 7 %     | 8 %   | 6 %    | 11 %   | 4 %    |
| Ipsos                       | 23.03.2017          | 33 %           | 30 %    | 8 %     | 8 %   | 6 %    | 11 %   | 4 %    |
| GMS                         | 23.03.2017          | 34 %           | 31 %    | 8 %     | 8 %   | 6 %    | 9 %    | 4 %    |
| Forsa                       | 22.03.2017          | 34 %           | 31 %    | 7 %     | 7 %   | 6 %    | 9 %    | 6 %    |
| INSA                        | 20.03.2017          | 31 %           | 32 %    | 8,5 %   | 6,5 % | 6,5 %  | 11,5 % | 4 %    |
| Emnid                       | 18.03.2017          | 33 %           | 32 %    | 8 %     | 8 %   | 5 %    | 9 %    | 5 %    |
| Forsa                       | 15.03.2017          | 33 %           | 32 %    | 7 %     | 7 %   | 6 %    | 9 %    | 6 %    |
| INSA                        | 13.03.2017          | 31 %           | 31 %    | 8,5 %   | 6,5 % | 7 %    | 11,5 % | 4,5 %  |
| Emnid                       | 11.03.2017          | 33 %           | 33 %    | 8 %     | 7 %   | 6 %    | 8 %    | 5 %    |
| Forschungsgruppe Wahlen     | 10.03.2017          | 34 %           | 32 %    | 8 %     | 7 %   | 5 %    | 9 %    | 5 %    |
| Infratest dimap             | 09.03.2017          | 32 %           | 31 %    | 8 %     | 8 %   | 6 %    | 11 %   | 4 %    |
| Ipsos                       | 08.03.2017          | 33 %           | 29 %    | 9 %     | 8 %   | 6 %    | 11 %   | 4 %    |
| Forsa                       | 08.03.2017          | 33 %           | 32 %    | 7 %     | 8 %   | 6 %    | 8 %    | 6 %    |
| INSA                        | 07.03.2017          | 30,5 %         | 31,5 %  | 8,5 %   | 6,5 % | 7,5 %  | 11 %   | 4,5 %  |
| Emnid                       | 04.03.2017          | 33 %           | 32 %    | 8 %     | 7 %   | 6 %    | 10 %   | 4 %    |
| Forsa                       | 01.03.2017          | 33 %           | 31 %    | 7 %     | 8 %   | 7 %    | 9 %    | 5 %    |
| INSA                        | 28.02.2017          | 30,5 %         | 32 %    | 8 %     | 6,5 % | 7 %    | 11 %   | 5 %    |
| Ipsos                       | 26.02.2017          | 32 %           | 30 %    | 10 %    | 7 %   | 5 %    | 12 %   | 4 %    |
| Emnid                       | 25.02.2017          | 32 %           | 32 %    | 8 %     | 7 %   | 7 %    | 9 %    | 5 %    |
| Infratest dimap             | 23.02.2017          | 31 %           | 32 %    | 7 %     | 8 %   | 6 %    | 11 %   | 5 %    |
| Forsa                       | 22.02.2017          | 34 %           | 31 %    | 8 %     | 7 %   | 6 %    | 8 %    | 6 %    |
| Allensbach                  | 22.02.2017          | 33 %           | 30,5 %  | 8 %     | 8 %   | 7 %    | 8,5 %  | 5 %    |
| INSA                        | 21.02.2017          | 31,5 %         | 30 %    | 9,5 %   | 6,5 % | 5,5 %  | 11 %   | 6 %    |
| Emnid                       | 18.02.2017          | 32 %           | 33 %    | 8 %     | 7 %   | 6 %    | 9 %    | 5 %    |
| Forschungsgruppe Wahlen     | 17.02.2017          | 34 %           | 30 %    | 7 %     | 9 %   | 6 %    | 10 %   | 4 %    |
| Forsa                       | 15.02.2017          | 34 %           | 31 %    | 8 %     | 7 %   | 5 %    | 9 %    | 6 %    |
| INSA                        | 13.02.2017          | 30 %           | 31 %    | 10 %    | 7 %   | 5 %    | 12 %   | 5 %    |
| Ipsos                       | 12.02.2017          | 33 %           | 29 %    | 9 %     | 8 %   | 5 %    | 12 %   | 4 %    |
| Emnid                       | 11.02.2017          | 33 %           | 32 %    | 8 %     | 7 %   | 6 %    | 10 %   | 4 %    |
| Trend Research              | 10.02.2017          | 30 %           | 30 %    | 9 %     | 7 %   | 6 %    | 13 %   | 5 %    |
| GMS                         | 09.02.2017          | 33 %           | 29 %    | 8 %     | 9 %   | 6 %    | 11 %   | 4 %    |
| Forsa                       | 08.02.2017          | 34 %           | 31 %    | 8 %     | 8 %   | 5 %    | 10 %   | 4 %    |
| INSA                        | 06.02.2017          | 30 %           | 31 %    | 10 %    | 7 %   | 6 %    | 12 %   | 4 %    |
| Emnid                       | 04.02.2017          | 33 %           | 29 %    | 8 %     | 8 %   | 6 %    | 11 %   | 5 %    |
| Infratest dimap             | 02.02.2017          | 34 %           | 28 %    | 8 %     | 8 %   | 6 %    | 12 %   | 4 %    |
| INSA                        | 02.02.2017          | 33 %           | 27 %    | 9 %     | 9 %   | 6 %    | 12 %   | 4 %    |
| Forsa                       | 01.02.2017          | 35 %           | 26 %    | 9 %     | 8 %   | 6 %    | 11 %   | 5 %    |
| INSA                        | 30.01.2017          | 32,5 %         | 26 %    | 10,5 %  | 7,5 % | 6,5 %  | 13 %   | 4 %    |
| Ipsos                       | 29.01.2017          | 34 %           | 23 %    | 10 %    | 11 %  | 5 %    | 13 %   | 4 %    |
| Emnid                       | 28.01.2017          | 37 %           | 23 %    | 10 %    | 10 %  | 6 %    | 11 %   | 3 %    |
| Forschungsgruppe Wahlen     | 27.01.2017          | 36 %           | 24 %    | 10 %    | 8 %   | 6 %    | 11 %   | 5 %    |
| Infratest dimap             | 27.01.2017          | 35 %           | 23 %    | 8 %     | 9 %   | 6 %    | 14 %   | 5 %    |
| Allensbach                  | 26.01.2017          | 36 %           | 23 %    | 9,5 %   | 9 %   | 7 %    | 11,5 % | 4 %    |
| Forsa                       | 25.01.2017          | 37 %           | 21 %    | 9 %     | 10 %  | 6 %    | 12 %   | 5 %    |
| INSA                        | 23.01.2017          | 32,5 %         | 21 %    | 11 %    | 8,5 % | 7,5 %  | 14,5 % | 5 %    |
| Emnid                       | 21.01.2017          | 36 %           | 21 %    | 11 %    | 9 %   | 6 %    | 12 %   | 5 %    |
| Forsa                       | 18.01.2017          | 38 %           | 21 %    | 9 %     | 9 %   | 6 %    | 11 %   | 6 %    |
| INSA                        | 17.01.2017          | 33,5 %         | 21 %    | 11 %    | 8,5 % | 7,5 %  | 13,5 % | 5 %    |
| Ipsos                       | 15.01.2017          | 34 %           | 22 %    | 10 %    | 10 %  | 5 %    | 14 %   | 5 %    |
| Emnid                       | 14.01.2017          | 37 %           | 21 %    | 10 %    | 10 %  | 6 %    | 12 %   | 4 %    |
| Forschungsgruppe Wahlen     | 13.01.2017          | 36 %           | 21 %    | 9 %     | 10 %  | 6 %    | 13 %   | 5 %    |
| Forsa                       | 11.01.2017          | 37 %           | 20 %    | 9 %     | 10 %  | 6 %    | 12 %   | 6 %    |
| INSA                        | 09.01.2017          | 32 %           | 21 %    | 11 %    | 9 %   | 7 %    | 15 %   | 5 %    |
| Emnid                       | 07.01.2017          | 38 %           | 22 %    | 9 %     | 10 %  | 5 %    | 12 %   | 4 %    |
| Infratest dimap             | 05.01.2017          | 37 %           | 20 %    | 9 %     | 9 %   | 5 %    | 15 %   | 5 %    |
| GMS                         | 05.01.2017          | 36 %           | 20 %    | 10 %    | 10 %  | 7 %    | 13 %   | 4 %    |
| Forsa                       | 04.01.2017          | 37 %           | 21 %    | 9 %     | 10 %  | 6 %    | 12 %   | 5 %    |
| INSA                        | 03.01.2017          | 32 %           | 21 %    | 11,5 %  | 10 %  | 6 %    | 15 %   | 4,5 %  |
| Elezioni                    | 22.09.2013          | 41,5 %         | 25,7 %  | 8,6 %   | 8,4 % | 4,8 %  | 4,7 %  | 6,3 %  |

## Medie dei sondaggi
I sondaggi danno sempre risultati parzialmente diversi tra loro, anche a causa dei differenti metodi di rilevazione dei vari istituti di opinione. Per questo motivo un altro strumento di previsione è la media dei diversi sondaggi.

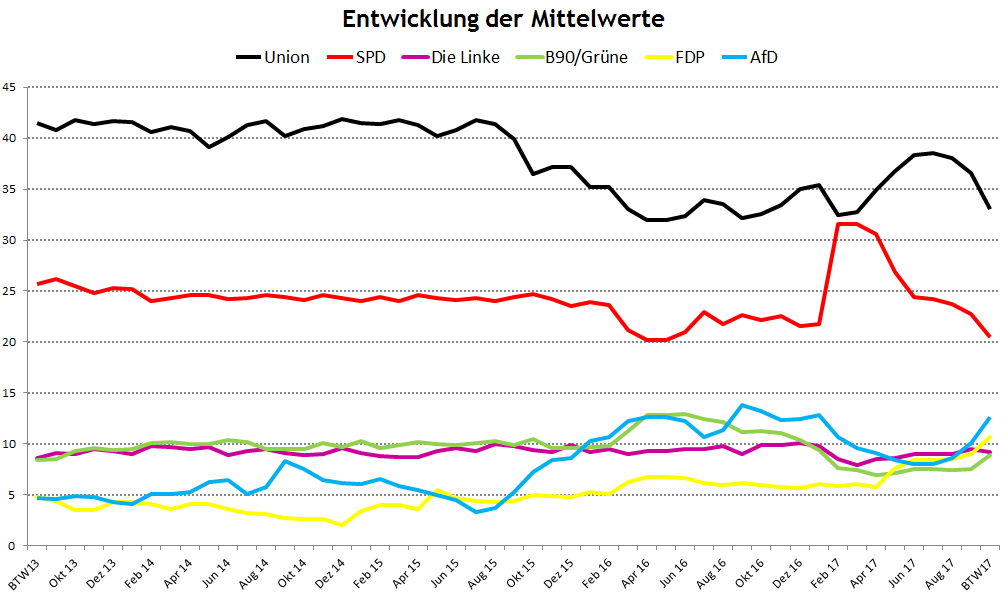
Andamento della media

| Mese      | Anno       | Unione CDU/CSU | SPD    | Linke  | Verdi  | FDP   | AfD    | Altri |
| --------- | ---------- | -------------- | ------ | ------ | ------ | ----- | ------ | ----- |
| Settembre | 2017       | 36,6 %         | 22,7 % | 9,5 %  | 7,5 %  | 9,0 % | 10,1 % | 4,5 % |
| Agosto    | 2017       | 38,1 %         | 23,7 % | 9,0 %  | 7,4 %  | 8,5 % | 8,6 %  | 4,4 % |
| Luglio    | 2017       | 38,5 %         | 24,2 % | 9,0 %  | 7,5 %  | 8,4 % | 8,0 %  | 4,4 % |
| Giugno    | 2017       | 38,3 %         | 24,4 % | 9,0 %  | 7,5 %  | 8,4 % | 8,0 %  | 4,4 % |
| Maggio    | 2017       | 36,8 %         | 26,9 % | 8,6 %  | 7,1 %  | 7,6 % | 8,4 %  | 4,5 % |
| Aprile    | 2017       | 34,9 %         | 30,6 % | 8,5 %  | 6,9 %  | 5,8 % | 9,1 %  | 4,2 % |
| Marzo     | 2017       | 32,8 %         | 31,6 % | 7,9 %  | 7,4 %  | 6,1 % | 9,6 %  | 4,7 % |
| Febbraio  | 2017       | 32,5 %         | 30,2 % | 8,5 %  | 7,6 %  | 5,9 % | 10,7 % | 4,7 % |
| Gennaio   | 2017       | 35,4 %         | 21,8 % | 9,8 %  | 9,4 %  | 6,1 % | 12,8 % | 4,7 % |
| Dicembre  | 2016       | 35,0 %         | 21,6 % | 10,1 % | 10,4 % | 5,7 % | 12,4 % | 4,8 % |
| Novembre  | 2016       | 33,4 %         | 22,5 % | 9,9 %  | 11,1 % | 5,8 % | 12,3 % | 4,9 % |
| Ottobre   | 2016       | 32,6 %         | 22,2 % | 9,9 %  | 11,3 % | 6,0 % | 13,2 % | 4,7 % |
| Settembre | 2016       | 32,2 %         | 22,6 % | 9,0 %  | 11,2 % | 6,2 % | 13,8 % | 5,1 % |
| Agosto    | 2016       | 33,5 %         | 21,8 % | 9,8 %  | 12,1 % | 6,0 % | 11,4 % | 5,5 % |
| Luglio    | 2016       | 33,9 %         | 22,9 % | 9,5 %  | 12,4 % | 6,2 % | 10,7 % | 5,1 % |
| Giugno    | 2016       | 32,4 %         | 21,0 % | 9,5 %  | 12,9 % | 6,6 % | 12,2 % | 5,4 % |
| Maggio    | 2016       | 32,0 %         | 20,2 % | 9,3 %  | 12,8 % | 6,7 % | 12,6 % | 4,7 % |
| Aprile    | 2016       | 32,0 %         | 20,2 % | 9,3 %  | 12,8 % | 6,7 % | 12,6 % | 4,7 % |
| Marzo     | 2016       | 33,0 %         | 21,2 % | 9,0 %  | 11,3 % | 6,3 % | 12,2 % | 4,5 % |
| Febbraio  | 2016       | 35,2 %         | 23,6 % | 9,5 %  | 9,8 %  | 5,1 % | 10,7 % | 5,2 % |
| Gennaio   | 2016       | 35,2 %         | 23,9 % | 9,2 %  | 9,7 %  | 5,3 % | 10,3 % | 5,6 % |
| Dicembre  | 2015       | 37,8 %         | 23,5 % | 9,9 %  | 9,6 %  | 4,8 % | 8,6 %  | 5,7 % |
| Novembre  | 2015       | 37,2 %         | 24,2 % | 9,2 %  | 9,6 %  | 4,9 % | 8,4 %  | 6,3 % |
| Ottobre   | 2015       | 36,5 %         | 24,7 % | 9,4 %  | 10,5 % | 5,0 % | 7,2 %  | 6,7 % |
| Settembre | 2015       | 39,9 %         | 24,4 % | 9,8 %  | 9,9 %  | 4,4 % | 5,3 %  | 6,3 % |
| Agosto    | 2015       | 41,4 %         | 24,0 % | 10,0 % | 10,3 % | 4,3 % | 3,7 %  | 6,4 % |
| Luglio    | 2015       | 41,8 %         | 24,3 % | 9,3 %  | 10,1 % | 4,4 % | 3,3 %  | 6,7 % |
| Giugno    | 2015       | 40,8 %         | 24,1 % | 9,6 %  | 9,9 %  | 4,7 % | 4,5 %  | 6,4 % |
| Maggio    | 2015       | 40,2 %         | 24,3 % | 9,3 %  | 10,0 % | 5,5 % | 5,0 %  | 5,7 % |
| Aprile    | 2015       | 41,3 %         | 24,6 % | 8,7 %  | 10,2 % | 3,6 % | 5,5 %  | 6,1 % |
| Marzo     | 2015       | 41,8 %         | 24,0 % | 8,7 %  | 9,9 %  | 4,0 % | 5,9 %  | 5,7 % |
| Febbraio  | 2015       | 41,4 %         | 24,4 % | 8,8 %  | 9,6 %  | 4,0 % | 6,5 %  | 5,3 % |
| Gennaio   | 2015       | 41,5 %         | 24,0 % | 9,1 %  | 10,3 % | 3,4 % | 6,1 %  | 5,6 % |
| Dicembre  | 2014       | 41,9 %         | 24,3 % | 9,6 %  | 9,7 %  | 2,0 % | 6,2 %  | 6,2 % |
| Novembre  | 2014       | 41,2 %         | 24,6 % | 9,0 %  | 10,1 % | 2,6 % | 6,4 %  | 6,0 % |
| Ottobre   | 2014       | 40,9 %         | 24,1 % | 8,9 %  | 9,5 %  | 2,6 % | 7,5 %  | 6,5 % |
| Settembre | 2014       | 40,2 %         | 24,4 % | 9,1 %  | 9,5 %  | 2,7 % | 8,3 %  | 5,9 % |
| Agosto    | 2014       | 41,7 %         | 24,6 % | 9,5 %  | 9,5 %  | 3,1 % | 5,8 %  | 6,1 % |
| Luglio    | 2014       | 41,3 %         | 24,3 % | 9,3 %  | 10,2 % | 3,2 % | 5,1 %  | 6,7 % |
| Giugno    | 2014       | 40,1 %         | 24,2 % | 8,9 %  | 10,4 % | 3,6 % | 6,4 %  | 6,3 % |
| Maggio    | 2014       | 39,1 %         | 24,6 % | 9,7 %  | 10,0 % | 4,1 % | 6,3 %  | 6,1 % |
| Aprile    | 2014       | 40,7 %         | 24,6 % | 9,5 %  | 10,0 % | 4,1 % | 5,3 %  | 4,8 % |
| Marzo     | 2014       | 41,1 %         | 24,3 % | 9,7 %  | 10,2 % | 3,6 % | 5,1 %  | 5,0 % |
| Febbraio  | 2014       | 40,6 %         | 24,0 % | 9,8 %  | 10,1 % | 4,1 % | 5,1 %  | 5,2 % |
| Gennaio   | 2014       | 41,6 %         | 25,2 % | 9,0 %  | 9,5 %  | 4,3 % | 4,1 %  | 6,4 % |
| Dicembre  | 2013       | 41,7 %         | 25,3 % | 9,3 %  | 9,4 %  | 4,3 % | 4,3 %  | 5,7 % |
| Novembre  | 2013       | 41,4 %         | 24,8 % | 9,5 %  | 9,6 %  | 3,5 % | 4,8 %  | 6,5 % |
| Ottobre   | 2013       | 41,8 %         | 25,5 % | 9,0 %  | 9,3 %  | 3,5 % | 4,9 %  | 5,9 % |
| Settembre | 2013       | 40,8 %         | 26,2 % | 9,1 %  | 8,5 %  | 4,4 % | 4,6 %  | 6,4 % |
| Elezioni  | 22.09.2013 | 41,5 %         | 25,7 % | 8,6 %  | 8,4 %  | 4,8 % | 4,7 %  | 6,3 % |

## Sondaggi per area geografica e gruppi sociali

### Macroregioni

#### Ex-Germania ovest
| Istituto | Data di rilevazione | Unione CDU/CSU | SPD    | Linke | Verdi | FDP   | AfD   | Altri |
| -------- | ------------------- | -------------- | ------ | ----- | ----- | ----- | ----- | ----- |
| Emnid    | 10.09.2017          | 38 %           | 25 %   | 7 %   | 9 %   | 9 %   | 7 %   | 5 %   |
| Emnid    | 11.03.2017          | 34 %           | 34 %   | 6 %   | 8 %   | 7 %   | 7 %   | 4 %   |
| Elezioni | 22.09.2013          | 42,2 %         | 27,4 % | 5,6 % | 9,2 % | 5,2 % | 4,4 % | 6,0 % |

#### Ex-Germania est
| Istituto | Data di rilevazione | Unione CDU/CSU | SPD    | Linke  | Verdi | FDP   | AfD   | Altri |
| -------- | ------------------- | -------------- | ------ | ------ | ----- | ----- | ----- | ----- |
| Emnid    | 10.09.2017          | 31 %           | 20 %   | 20 %   | 5 %   | 4 %   | 16 %  | 4 %   |
| Emnid    | 11.03.2017          | 26 %           | 27 %   | 16 %   | 5 %   | 4 %   | 15 %  | 7 %   |
| Elezioni | 22.09.2013          | 38,5 %         | 17,9 % | 22,7 % | 5,1 % | 2,7 % | 5,8 % | 7,3 % |

### Länder
| Stato federato                  | Data di rilevazione | Unione CDU/CSU | SPD  | Linke | Verdi | FDP | AfD  | Altri |
| ------------------------------- | ------------------- | -------------- | ---- | ----- | ----- | --- | ---- | ----- |
| Baden-Württemberg               | 22.09.2017          | 40 %           | 21 % | 7 %   | 9 %   | 9 % | 12 % | 4 %   |
| Baviera                         | 22.09.2017          | 43 %           | 20 % | 6 %   | 7 %   | 8 % | 11 % | 6 %   |
| Berlino                         | 22.09.2017          | 23 %           | 23 % | 20 %  | 8 %   | 7 % | 13 % | 7 %   |
| Brandeburgo                     | 22.09.2017          | 28 %           | 20 % | 23 %  | 3 %   | 6 % | 16 % | 5 %   |
| Brema                           | 22.09.2017          | 26 %           | 33 % | 13 %  | 9 %   | 6 % | 10 % | 3 %   |
| Amburgo                         | 22.09.2017          | 29 %           | 30 % | 11 %  | 10 %  | 8 % | 11 % | 3 %   |
| Assia                           | 22.09.2017          | 34 %           | 28 % | 8 %   | 8 %   | 8 % | 11 % | 4 %   |
| Meclemburgo-Pomerania Anteriore | 22.09.2017          | 34 %           | 16 % | 21 %  | 3 %   | 6 % | 17 % | 3 %   |
| Bassa Sassonia                  | 22.09.2017          | 36 %           | 32 % | 7 %   | 7 %   | 7 % | 9 %  | 3 %   |
| Nordreno-Vestfalia              | 22.09.2017          | 35 %           | 31 % | 8 %   | 6 %   | 8 % | 10 % | 3 %   |
| Renania-Palatinato              | 22.09.2017          | 38 %           | 27 % | 8 %   | 6 %   | 8 % | 11 % | 3 %   |
| Saarland                        | 22.09.2017          | 33 %           | 30 % | 13 %  | 4 %   | 6 % | 11 % | 3 %   |
| Sassonia                        | 22.09.2017          | 34 %           | 14 % | 20 %  | 4 %   | 7 % | 17 % | 5 %   |
| Sassonia-Anhalt                 | 22.09.2017          | 33 %           | 15 % | 24 %  | 3 %   | 6 % | 16 % | 4 %   |
| Schleswig-Holstein              | 22.09.2017          | 35 %           | 30 % | 7 %   | 7 %   | 8 % | 10 % | 3 %   |
| Turingia                        | 22.09.2017          | 31 %           | 15 % | 23 %  | 4 %   | 6 % | 17 % | 5 %   |

### Mandati diretti (collegi uninominali)
| Numero di mandati diretti | Previsione      | Unione CDU/CSU | SPD | Linke | Verdi | FDP | AfD |
| ------------------------- | --------------- | -------------- | --- | ----- | ----- | --- | --- |
| 299                       | "sicuro"        | 141            | 2   | —     | —     | —   | —   |
| 299                       | "in forse"      | 65             | 15  | 2     | —     | —   | —   |
| 299                       | "in vantaggio"  | 45             | 26  | 2     | 1     | —   | —   |
| 299                       | secondo partito | 44             | 210 | 14    | 1     | —   | 30  |

### Classi di età
| Istituto | Data di rilevazione | Classi di età | Unione CDU/CSU | SPD  | Linke | Verdi | FDP  | AfD  | Altri |
| -------- | ------------------- | ------------- | -------------- | ---- | ----- | ----- | ---- | ---- | ----- |
| YouGov   | 21.09.2017          | 18 - 24 anni  | 34 %           | 14 % | 10 %  | 13 %  | 13 % | 8 %  | 8 %   |
| YouGov   | 21.09.2017          | 25 - 44 anni  | 35 %           | 20 % | 9 %   | 8 %   | 10 % | 10 % | 9 %   |
| YouGov   | 21.09.2017          | 45 - 64 anni  | 33 %           | 25 % | 11 %  | 8 %   | 6 %  | 13 % | 4 %   |
| YouGov   | 21.09.2017          | > 65 anni     | 41 %           | 26 % | 10 %  | 3 %   | 10 % | 7 %  | 2 %   |
| Emnid    | 10.09.2017          | 18 - 34 anni  | 26 %           | 22 % | 8 %   | 19 %  | 8 %  | 9 %  | 8 %   |
| Emnid    | 10.09.2017          | > 65 anni     | 45 %           | 28 % | 8 %   | 3 %   | 8 %  | 5 %  | 3 %   |

## Altri sondaggi

### Sondaggi riguardanti un'ipotetica elezione diretta del cancelliere

#### Merkel – Schulz
| Istituto                                                      | Data di rilevazione | Angela Merkel (Unione CDU/CSU) | Martin Schulz (SPD) | Nessuno dei due | Indecisi |
| ------------------------------------------------------------- | ------------------- | ------------------------------ | ------------------- | --------------- | -------- |
| Forschungsgruppe Wahlen                                       | 24.09.2017          | 56 %                           | 34 %                | —               | 10 %     |
| Infratest dimap                                               | 24.09.2017          | 52 %                           | 33 %                | —               | —        |
| Emnid                                                         | 23.09.2017          | 45 %                           | 32 %                | —               | —        |
| Forsa                                                         | 22.09.2017          | 47 %                           | 23 %                | —               | —        |
| Forschungsgruppe Wahlen                                       | 21.09.2017          | 56 %                           | 32 %                | —               | 12 %     |
| YouGov                                                        | 21.09.2017          | 39 %                           | 23 %                | 31 %            | 8 %      |
| Forsa                                                         | 19.09.2017          | 48 %                           | 22 %                | —               | —        |
| Forschungsgruppe Wahlen                                       | 15.09.2017          | 56 %                           | 32 %                | —               | 12 %     |
| Infratest dimap                                               | 14.09.2017          | 51 %                           | 25 %                | 17 %            | —        |
| YouGov                                                        | 14.09.2017          | 41 %                           | 23 %                | 29 %            | 7 %      |
| Forsa                                                         | 13.09.2017          | 48 %                           | 22 %                | —               | —        |
| Emnid                                                         | 09.09.2017          | 48 %                           | 27 %                | —               | —        |
| Forschungsgruppe Wahlen                                       | 08.09.2017          | 57 %                           | 33 %                | —               | 10 %     |
| Infratest dimap                                               | 07.09.2017          | 54 %                           | 26 %                | 14 %            | —        |
| YouGov                                                        | 07.09.2017          | 39 %                           | 24 %                | 30 %            | 8 %      |
| Forsa                                                         | 06.09.2017          | 47 %                           | 21 %                | —               | —        |
| Infratest dimapDopo il confronto televisivo diretto           | 03.09.2017          | 54 %                           | 34 %                | —               | —        |
| Forschungsgruppe WahlenDopo il confronto televisivo diretto   | 03.09.2017          | 53 %                           | 39 %                | —               | —        |
| Infratest dimapPrima del confronto televisivo diretto         | 03.09.2017          | 54 %                           | 26 %                | —               | —        |
| Forschungsgruppe WahlenPrima del confronto televisivo diretto | 03.09.2017          | 60 %                           | 33 %                | —               | —        |
| Emnid                                                         | 02.09.2017          | 50 %                           | 25 %                | 16 %            | 9 %      |
| Forschungsgruppe Wahlen                                       | 01.09.2017          | 57 %                           | 28 %                | —               | 15 %     |
| Infratest dimap                                               | 31.08.2017          | 49 %                           | 26 %                | 18 %            | —        |
| YouGov                                                        | 31.08.2017          | 39 %                           | 22 %                | 29 %            | 9 %      |
| Forsa                                                         | 30.08.2017          | 48 %                           | 23 %                | 29 %            | —        |
| Emnid                                                         | 26.08.2017          | 51 %                           | 22 %                | —               | —        |
| Forschungsgruppe Wahlen                                       | 25.08.2017          | 55 %                           | 34 %                | —               | 11 %     |
| YouGov                                                        | 24.08.2017          | 39 %                           | 24 %                | 28 %            | 9 %      |
| Forsa                                                         | 23.08.2017          | 50 %                           | 23 %                | 27 %            | —        |
| YouGov                                                        | 17.08.2017          | 38 %                           | 24 %                | 29 %            | 9 %      |
| Forsa                                                         | 16.08.2017          | 51 %                           | 22 %                | 27 %            | —        |
| Forschungsgruppe Wahlen                                       | 11.08.2017          | 60 %                           | 30 %                | —               | 10 %     |
| YouGov                                                        | 10.08.2017          | 41 %                           | 20 %                | 30 %            | 9 %      |
| Infratest dimap                                               | 09.08.2017          | 52 %                           | 30 %                | 14 %            | 4 %      |
| Forsa                                                         | 09.08.2017          | 50 %                           | 21 %                | 29 %            | —        |
| YouGov                                                        | 03.08.2017          | 42 %                           | 22 %                | 28 %            | 8 %      |
| Forsa                                                         | 02.08.2017          | 52 %                           | 21 %                | 27 %            | —        |
| YouGov                                                        | 27.07.2017          | 41 %                           | 23 %                | 27 %            | 9 %      |
| Forsa                                                         | 26.07.2017          | 52 %                           | 23 %                | 25 %            | —        |
| Forschungsgruppe Wahlen                                       | 21.07.2017          | 59 %                           | 30 %                | —               | 11 %     |
| Forsa                                                         | 19.07.2017          | 52 %                           | 22 %                | 26 %            | —        |
| Emnid                                                         | 15.07.2017          | 52 %                           | 26 %                | —               | —        |
| YouGov                                                        | 13.07.2017          | 40 %                           | 23 %                | 29 %            | 8 %      |
| Forsa                                                         | 11.07.2017          | 51 %                           | 22 %                | 27 %            | —        |
| Forschungsgruppe Wahlen                                       | 07.07.2017          | 59 %                           | 30 %                | —               | 11 %     |
| Infratest dimap                                               | 06.07.2017          | 57 %                           | 28 %                | 11 %            | 4 %      |
| Forsa                                                         | 05.07.2017          | 51 %                           | 22 %                | 27 %            | —        |
| YouGov                                                        | 29.06.2017          | 41 %                           | 23 %                | 26 %            | 10 %     |
| Forsa                                                         | 28.06.2017          | 52 %                           | 22 %                | 26 %            | —        |
| Forschungsgruppe Wahlen                                       | 23.06.2017          | 58 %                           | 31 %                | —               | 11 %     |
| Forsa                                                         | 21.06.2017          | 53 %                           | 22 %                | 25 %            | —        |
| Allensbach                                                    | 20.06.2017          | 45 %                           | 20 %                | —               | —        |
| Emnid                                                         | 17.06.2017          | 55 %                           | 26 %                | —               | —        |
| Forsa                                                         | 13.06.2017          | 53 %                           | 23 %                | 24 %            | —        |
| Infratest dimap                                               | 08.06.2017          | 53 %                           | 29 %                | 13 %            | 5 %      |
| Forsa                                                         | 07.06.2017          | 53 %                           | 23 %                | 24 %            | —        |
| YouGov                                                        | 02.06.2017          | 43 %                           | 23 %                | 27 %            | 7 %      |
| Forschungsgruppe Wahlen                                       | 02.06.2017          | 59 %                           | 31 %                | —               | 10 %     |
| Forsa                                                         | 31.05.2017          | 52 %                           | 23 %                | 25 %            | —        |
| Emnid                                                         | 27.05.2017          | 52 %                           | 29 %                | —               | —        |
| Forsa                                                         | 23.05.2017          | 51 %                           | 22 %                | 27 %            | —        |
| Emnid                                                         | 20.05.2017          | 53 %                           | 29 %                | —               | —        |
| Forschungsgruppe Wahlen                                       | 19.05.2017          | 57 %                           | 33 %                | —               | 10 %     |
| YouGov                                                        | 19.05.2017          | 40 %                           | 23 %                | 28 %            | 8 %      |
| Infratest dimap                                               | 18.05.2017          | 49 %                           | 32 %                | 13 %            | 6 %      |
| Forsa                                                         | 17.05.2017          | 50 %                           | 24 %                | 26 %            | —        |
| Infratest dimap                                               | 11.05.2017          | 49 %                           | 36 %                | 10 %            | 5 %      |
| Forsa                                                         | 10.05.2017          | 48 %                           | 27 %                | 25 %            | —        |
| Forsa                                                         | 03.05.2017          | 47 %                           | 28 %                | 25 %            | —        |
| Forschungsgruppe Wahlen                                       | 28.04.2017          | 50 %                           | 37 %                | —               | 13 %     |
| Forsa                                                         | 19.04.2017          | 41,2 %                         | 37,5 %              | —               | 21,3 %   |
| Forsa                                                         | 19.04.2017          | 44 %                           | 29 %                | 27 %            | —        |
| Infratest dimap                                               | 13.04.2017          | 46 %                           | 40 %                | 10 %            | 4 %      |
| Forsa                                                         | 11.04.2017          | 43 %                           | 32 %                | 25 %            | —        |
| Forschungsgruppe Wahlen                                       | 07.04.2017          | 48 %                           | 40 %                | —               | 12 %     |
| Forsa                                                         | 04.04.2017          | 42 %                           | 31 %                | 27 %            | —        |
| Forsa                                                         | 29.03.2017          | 41 %                           | 34 %                | 25 %            | —        |
| Infratest dimap                                               | 24.03.2017          | 36 %                           | 45 %                | 11 %            | 8 %      |
| Forsa                                                         | 22.03.2017          | 41 %                           | 33 %                | 26 %            | —        |
| Forsa                                                         | 15.03.2017          | 39 %                           | 36 %                | 25 %            | —        |
| Forschungsgruppe Wahlen                                       | 10.03.2017          | 44 %                           | 44 %                | —               | 12 %     |
| Forsa                                                         | 08.03.2017          | 38 %                           | 36 %                | 26 %            | —        |
| Forsa                                                         | 01.03.2017          | 38 %                           | 37 %                | 25 %            | —        |
| Allensbach                                                    | 22.02.2017          | 26 %                           | 39 %                | —               | —        |
| Forsa                                                         | 22.02.2017          | 39 %                           | 36 %                | 25 %            | —        |
| Forschungsgruppe Wahlen                                       | 17.02.2017          | 38 %                           | 49 %                | —               | 13 %     |
| Forsa                                                         | 15.02.2017          | 38 %                           | 37 %                | 25 %            | —        |
| Emnid                                                         | 11.02.2017          | 40 %                           | 46 %                | —               | —        |
| Forsa                                                         | 08.02.2017          | 37 %                           | 37 %                | 26 %            | —        |
| Infratest dimap                                               | 02.02.2017          | 34 %                           | 50 %                | 7 %             | 9 %      |
| Forsa                                                         | 01.02.2017          | 42 %                           | 33 %                | 25 %            | —        |
| Forschungsgruppe Wahlen                                       | 27.01.2017          | 44 %                           | 40 %                | —               | 16 %     |
| Infratest dimap                                               | 25.01.2017          | 41 %                           | 41 %                | 11 %            | 7 %      |
| Forschungsgruppe Wahlen                                       | 13.01.2017          | 47 %                           | 37 %                | —               | 16 %     |

#### Merkel – Gabriel
| Istituto | Data di rilevazione | Angela Merkel (Unione CDU/CSU) | Sigmar Gabriel (SPD) | Nessuno dei due | Indecisi |
| -------- | ------------------- | ------------------------------ | -------------------- | --------------- | -------- |
| Forsa    | 31.05.2017          | 58 %                           | 19 %                 | 23 %            | —        |
| Forsa    | 01.02.2017          | 51 %                           | 17 %                 | 32 %            | —        |
| Forsa    | 18.01.2017          | 53 %                           | 15 %                 | 32 %            | —        |
| Forsa    | 11.01.2017          | 50 %                           | 14 %                 | 36 %            | —        |

### Sondaggi sulla coalizione di governo preferita
Le percentuali indicano la quota di intervistati che valuta le rispettive coalizioni "Molto buone" o "buone" (o, nei sondaggi di YouGov, "la appoggio abbastanza/la appoggio pienamente"). Nei sondaggi di Trend Reserach gli intervistati dovevano optare per una sola coalizione (le percentuali mancanti indicano chi ha optato per altre coalizioni e gli indecisi). 
| Istituto                | Data di rilevazione | Unione CDU/CSU-SPD | Unione CDU/CSU-SPD (guidata dall'Unione CDU/CSU) | Unione CDU/CSU-SPD (guidata dall'SPD) | Unione CDU/CSU-Verdi | Unione CDU/CSU-FDP | Unione CDU/CSU-FDP-Verdi | SPD-Linke-Verdi | SPD-Verdi | SPD-Linke | SPD-FDP-Verdi | SPD-FDP | Unione CDU/CSU-AfD | Unione CDU/CSU-FDP-AfD |
| ----------------------- | ------------------- | ------------------ | ------------------------------------------------ | ------------------------------------- | -------------------- | ------------------ | ------------------------ | --------------- | --------- | --------- | ------------- | ------- | ------------------ | ---------------------- |
| YouGov                  | 21.09.2017          | 26 %               | —                                                | —                                     | 15 %                 | 27 %               | 17 %                     | 19 %            | 22 %      | —         | 15 %          | —       | 8 %                | 7 %                    |
| Forschungsgruppe Wahlen | 15.09.2017          | 40 %               | —                                                | —                                     | 30 %                 | 39 %               | 25 %                     | 24 %            | —         | —         | 22 %          | —       | —                  | —                      |
| YouGov                  | 14.09.2017          | 27 %               | —                                                | —                                     | 18 %                 | 30 %               | 20 %                     | 20 %            | 22 %      | —         | 14 %          | —       | 8 %                | 7 %                    |
| Trend Research          | 13.09.2017          | 22 %               | —                                                | —                                     | 4 %                  | 18 %               | 2 %                      | 11 %            | 9 %       | —         | 4 %           | —       | 9 %                | —                      |
| YouGov                  | 07.09.2017          | 28 %               | —                                                | —                                     | 15 %                 | 28 %               | 14 %                     | 18 %            | 22 %      | —         | 15 %          | —       | 9 %                | 8 %                    |
| Infratest dimap         | 31.08.2017          | 44 %               | —                                                | —                                     | 32 %                 | 43 %               | 27 %                     | 27 %            | —         | —         | 24 %          | —       | —                  | —                      |
| YouGov                  | 31.08.2017          | 25 %               | —                                                | —                                     | 16 %                 | 28 %               | 15 %                     | 17 %            | 22 %      | —         | 14 %          | —       | 7 %                | 7 %                    |
| Forschungsgruppe Wahlen | 25.08.2017          | 38 %               | —                                                | —                                     | 26 %                 | 37 %               | 24 %                     | 20 %            | —         | —         | 22 %          | —       | —                  | —                      |
| YouGov                  | 24.08.2017          | 26 %               | —                                                | —                                     | 14 %                 | 28 %               | 14 %                     | 16 %            | 21 %      | —         | 13 %          | —       | 8 %                | 6 %                    |
| YouGov                  | 17.08.2017          | 24 %               | —                                                | —                                     | 15 %                 | 28 %               | 15 %                     | 18 %            | 22 %      | —         | 12 %          | —       | 8 %                | 7 %                    |
| YouGov                  | 10.08.2017          | 23 %               | —                                                | —                                     | 16 %                 | 29 %               | 16 %                     | 15 %            | 20 %      | —         | 13 %          | —       | 8 %                | 7 %                    |
| YouGov                  | 03.08.2017          | 24 %               | —                                                | —                                     | 13 %                 | 28 %               | 15 %                     | 16 %            | 21 %      | —         | 14 %          | —       | 6 %                | 6 %                    |
| YouGov                  | 27.07.2017          | 28 %               | —                                                | —                                     | 16 %                 | 29 %               | 16 %                     | 18 %            | 22 %      | —         | 14 %          | —       | 7 %                | 6 %                    |
| YouGov                  | 13.07.2017          | 24 %               | —                                                | —                                     | 15 %                 | 27 %               | 15 %                     | 16 %            | 21 %      | —         | 14 %          | —       | 7 %                | 6 %                    |
| YouGov                  | 29.06.2017          | 26 %               | —                                                | —                                     | 15 %                 | 29 %               | 16 %                     | 16 %            | 21 %      | —         | 14 %          | —       | 7 %                | 6 %                    |
| YouGov                  | 23.06.2017          | 27 %               | —                                                | —                                     | 18 %                 | 31 %               | 18 %                     | 21 %            | —         | —         | 18 %          | —       | 8 %                | 8 %                    |
| YouGov                  | 02.06.2017          | 28 %               | —                                                | —                                     | 18 %                 | 33 %               | 19 %                     | 18 %            | —         | —         | 18 %          | —       | 9 %                | 8 %                    |
| Forschungsgruppe Wahlen | 19.05.2017          | 39 %               | —                                                | —                                     | 29 %                 | 43 %               | 23 %                     | 21 %            | —         | —         | 23 %          | —       | —                  | —                      |
| YouGov                  | 19.05.2017          | 28 %               | —                                                | —                                     | 17 %                 | 33 %               | 18 %                     | 20 %            | —         | —         | 18 %          | —       | 8 %                | 8 %                    |
| Infratest dimap         | 13.04.2017          | —                  | 51 %                                             | 47 %                                  | 37 %                 | 36 %               | —                        | 26 %            | —         | 25 %      | 28 %          | 22 %    | —                  | —                      |
| Forschungsgruppe Wahlen | 07.04.2017          | 49 %               | —                                                | —                                     | 21 %                 | —                  | 24 %                     | —               | —         | 23 %      | —             | —       | —                  | —                      |
| Infratest dimap         | 02.02.2017          | 43 %               | —                                                | —                                     | 36 %                 | —                  | 28 %                     | 33 %            | —         | —         | 31 %          | —       | —                  | —                      |
| Infratest dimap         | 03.11.2016          | 48 %               | —                                                | —                                     | 36 %                 | —                  | 32 %                     | 33 %            | —         | —         | —             | —       | —                  | —                      |